# Oude Toren (Putte)

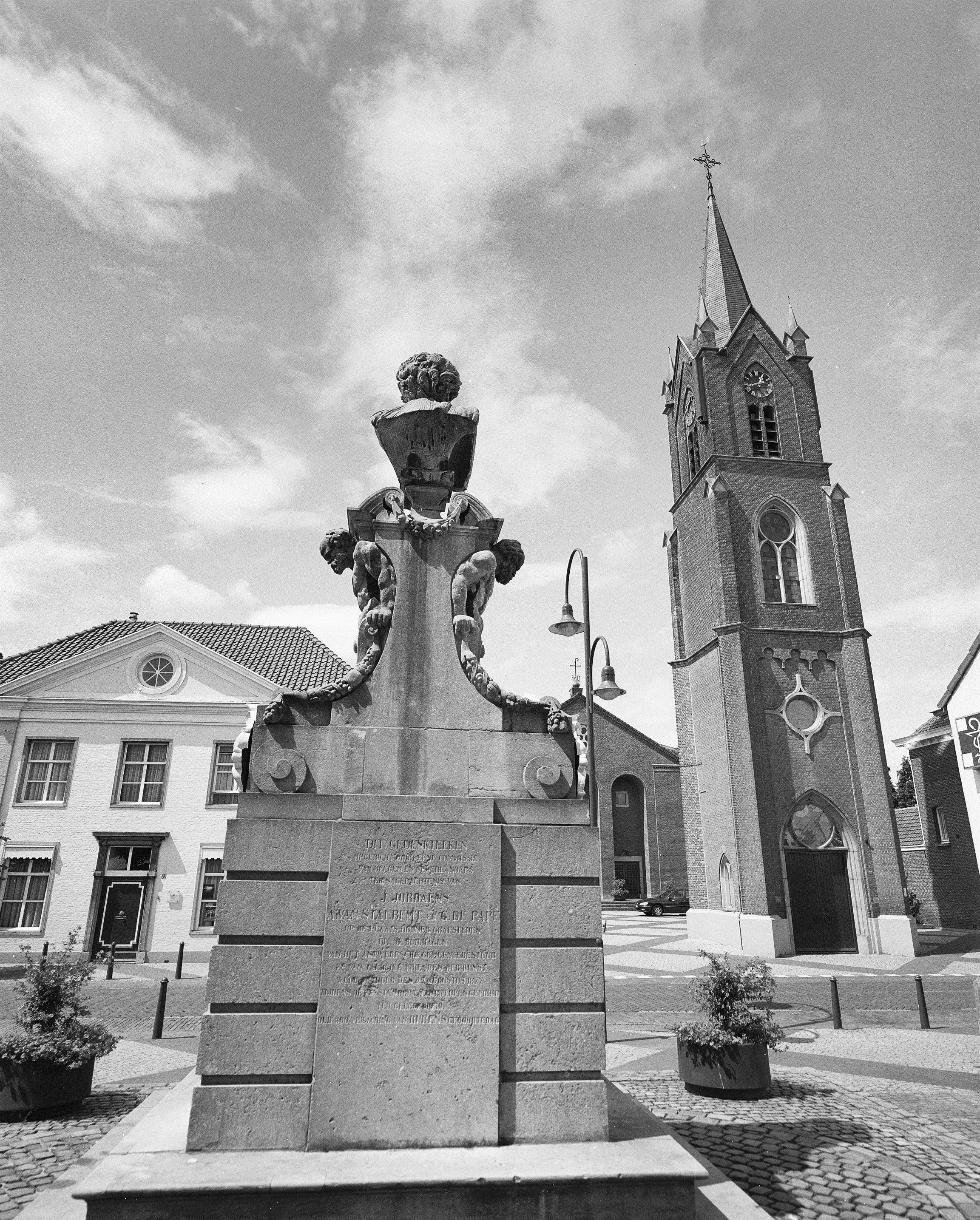
Oude Toren

De Oude Toren is een kerkoverblijfsel in de plaats Putte in de Nederlandse gemeente Woensdrecht, gelegen nabij de Antwerpsestraat 35.

## Geschiedenis
Putte kreeg in 1865 een parochiekerk, de Sint-Dionysiuskerk, die ontworpen werd door P. Soffers. Dit neogotische bouwwerk werd verwoest door oorlogshandelingen in 1944.
De drie geledingen tellende toren bleef bewaard en is geklasseerd als rijksmonument (516700).
In 1952 kwam een nieuwe Sint-Dionysiuskerk gereed.